# Frederik Nørgaard (historiker)
Frederik Nørgaard, född 13 augusti 1878, död 12 maj 1945, var en dansk folkhögskoleman och historiker.
Nørgaard blev teologie kandidat 1908, var lärare vid Frederiksborgs folkhögskola 1908-20, från sistnämnda år föreståndare för Antvorskovs folkhögskola, som han upparbetade till en av landets främsta. Han var medlem av Folketinget för Venstre 1913-18. Nørgaard utgav en rad populärhistoriska arbeten i Grundtvigsk anda och biografier över Christen Berg (1915), Ditlev Gothard Monrad (1918) och H.P. Hanssen (1919). Ytterligare ett arbete av Nørgaard är Verdenshistorien fra 1866 til vore Dage (1922, tillsammans med Povl Engelstoft).